# Pałac w Ulini
Pałac w Ulini – zabytkowy pałac w osadzie Ulinia, w województwie pomorskim, w powiecie lęborskim, w gminie Wicko. Obiekt wraz z parkiem został wpisany do rejestru zabytków nieruchomych województwa pomorskiego.

## Historia
Neoklasycystyczny pałac zbudowany w II połowie XIX wieku, z inicjatywy Edmunda Vogla, właściciela pobliskiej huty szkła. W 1924 roku rezydencję rozbudowano na zlecenie ówczesnych właścicieli (od 1905 r.) – rodziny Lietzau, nadając jej modernistyczny kształt i elewację o pastelowej kolorystyce. Powstał piętrowy pałac wzniesiony na rzucie prostokąta, nakryty wysokim dachem mansardowym z licznymi facjatkami i oknami powiekowymi. Proporcje głównej bryły budynku rozmywają niesymetryczne przybudówki, werandy, oficyna i skrajny ryzalit. Całość znajduje się w parku, otoczonym płotem.
W marcu 1945 roku właścicielką majątku była Charlotte Buchterkirch, bratanica Edmunda Vogla. Po 1945 roku w pałacu mieściły się biura miejscowego PGR-u, później służył jako ośrodek wczasowy i kolonijny, następnie został przystosowywany do świadczenia usług hotelarskich.